# Carlos Andrade Vera
Carlos Andrade Vera (Quellón, 9 de marzo de 1914 - Viña del Mar, 31 de octubre de 1998) fue un profesor normalista y político chileno, militante del Partido Comunista de Chile. 

## Biografía
Nació en Quellón, el 9 de marzo de 1914. Hijo de Juan Andrade Álvarez y Vitalia Vera.
Se casó con Irma Hernández Alvarado, y tuvieron tres hijos, René, Irma y Carlos.
Estudió en la Escuela Normal Superior "José Abelardo Núñez" de Santiago, obteniendo el título de profesor normalista.
Ejerció su profesión y fue director de la Escuela N.°22 "Pedro Montt" de Valparaíso y de la Escuela Nocturna N.°1 de Adultos de la misma ciudad.
Inició sus actividades políticas al ingresar en 1942 al Partido Comunista de Chile donde integró el Comité Central.
En las elecciones municipales de 1963 fue elegido regidor por Valparaíso, ejerciendo hasta 1967.
Desde 1969 y durante 18 años, presidió la Federación de Educadores de Chile (FEDECH).
En las elecciones parlamentarias de 1969 fue elegido Diputado por la Sexta Agrupación Departamental "Valparaíso, Quillota e Isla de Pascua". Integró la Comisión Permanente de Educación Pública; de Constitución, Legislación y Justicia; la Especial Investigadora del Problema Universitario, 1969; de la Industria Carozzi 1969 y 1970; y de Posibles Irregularidades Cometidas por la Ford Motor Company y otras Empresas en la Internación de Mercaderías, 1970.
En las elecciones parlamentarias de 1973 fue reelecto por la misma Agrupación Departamental.  Integró la Comisión Permanente de Hacienda. Su periodo parlamentario acabó abruptamente tras el golpe de Estado de 1973. Al iniciar la dictadura militar, Andrade se escondió en diferentes embajadas hasta que viajó junto a su esposa, su hija Irma y su yerno Alan Cabrera a la República Democrática Alemana, donde le otorgaron asilo político hasta que el régimen de Augusto Pinochet permitió su regreso al país en 1986.
Falleció en Viña del Mar, el 31 de octubre de 1998.